# Коронавірусна хвороба 2019 у Сеуті
Епідемія коронавірусної хвороби 2019 у Сеуті — це поширення пандемії коронавірусної хвороби 2019 на територію іспанського володіння, що має статус автономного міста, Сеута. Перший випадок хвороби на території міста зареєстрований 13 березня 2020 року.

## Хронологія
10 березня 2020 року до Сеути прибув чоловік з Піренейського півострова, який мав симптоми коронавірусної хвороби, якого госпіталізували до місцевої лікарні на спостереження терміном 5 днів. 13 березня чоловікові провели тестування на коронавірус, яке виявилось позитивним.
До 4 квітня 2020 року на території автономного міста було зареєстровано 83 випадки COVID-19, при цьому 74 з них лікувалися вдома (2 з них на той день одужали), 7 хворих були госпіталізовані, 2 хворих померли.
Станом на 16 квітня 2020 року в місті зареєстровано 100 випадків COVID-19, 42 хворих одужали, 4 хворих померли.